# Vila Havlík
Vila Havlík je rodinný dům, který stojí v Praze 5-Hlubočepích ve vilové čtvrti Barrandov na rohu ulic Barrandovská a Filmařská.

## Historie
Vilu postavenou v letech 1939–1940 pro ředitele pražské části automobilky Škoda Havlíka navrhl architekt Josef Kačírek.

## Popis
Vila postavená podle vzoru španělských a kalifornských haciend je kryta valbovou střechou. Stavba na obdélném půdorysu má suterén a dvě nadzemní podlaží. Terasu na jihovýchodní straně nesou dvě přízemní arkády, které zároveň kryjí hlavní vchod.